# Jiangxinzhou (sockenhuvudort i Kina, Jiangsu Sheng, lat 32,01, long 118,69)
Jiangxinzhou (kinesiska: 江心洲, 江心洲街道) är en sockenhuvudort i Kina. Den ligger i provinsen Jiangsu, i den östra delen av landet, omkring 12 kilometer sydväst om provinshuvudstaden Nanjing. Antalet invånare är 20 865. Befolkningen består av 10 208 kvinnor och 10 657 män. Barn under 15 år utgör 10,0 %, vuxna 15-64 år 80 %, och äldre över 65 år 9,0 %.
Runt Jiangxinzhou är det mycket tätbefolkat, med 1 956 invånare per kvadratkilometer. Närmaste större samhälle är Nanjing, 9,7 km nordost om Jiangxinzhou. Trakten runt Jiangxinzhou består till största delen av jordbruksmark.
Genomsnittlig årsnederbörd är 1 385 millimeter. Den regnigaste månaden är juli, med i genomsnitt 242 mm nederbörd, och den torraste är december, med 38 mm nederbörd.